# 5325 Silver
5325 Silver è un asteroide della fascia principale. Scoperto nel 1988, presenta un'orbita caratterizzata da un semiasse maggiore pari a 2,3637040 UA e da un'eccentricità di 0,2177708, inclinata di 23,49875° rispetto all'eclittica.